# (10442) Biezenzo
(10442) Biezenzo (4062 T-1) – planetoida z grupy pasa głównego asteroid okrążająca Słońce w ciągu 5,68 lat w średniej odległości 3,18 j.a. Odkryta 26 marca 1971 roku.